# 曾国藩墓

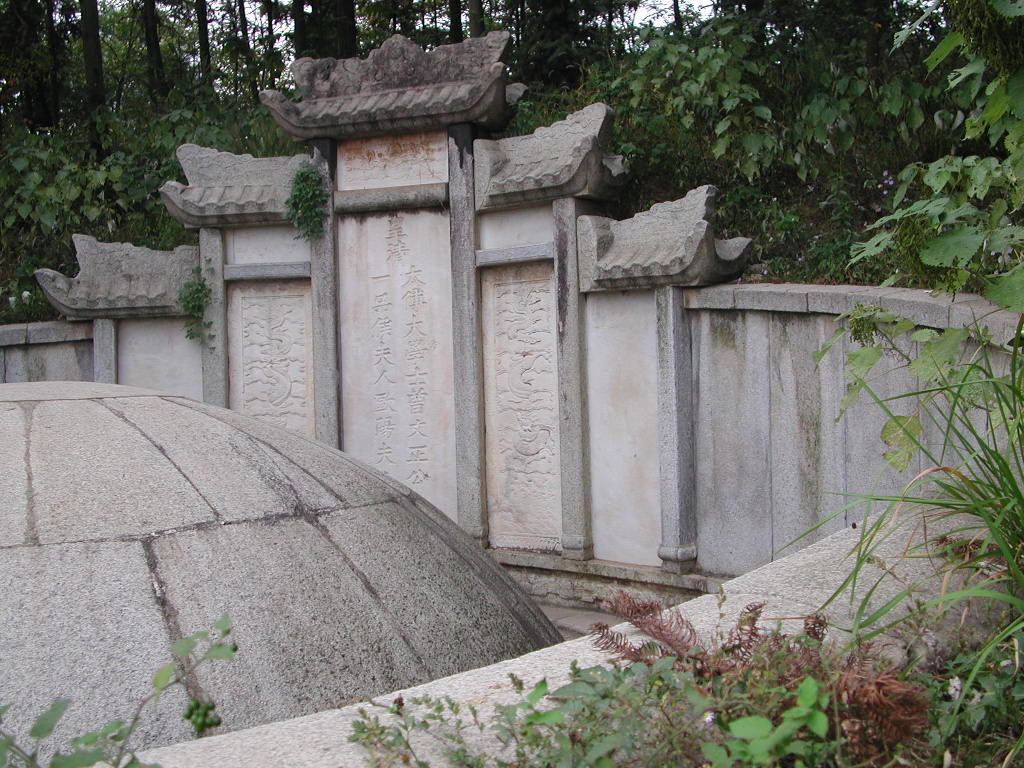
曾国藩墓。

曾国藩墓（そうこくはんぼ）は、清の軍事家曾国藩の墓。湖南省長沙市岳麓区坪塘街道桐渓村伏竜山に位置する。敷地面積は3000m2。

## 歴史
清の同治11年（1872年）3月12日、曾国藩は死去した。同年7月19日に長沙南門外の金盆嶺で葬られた。翌年12月13日に善化県（現在の長沙市）湘西坪塘伏竜山（現在の墓園）に移送され、夫人の欧陽氏と一緒に埋葬されました。
文化大革命の時、墓は紅衛兵によって破壊された。1980年代、墓が盗掘され、御石碑亭、廬墓が破壊され、麻石の部材は地元の農民に移されました。1993年に曾国藩墓は前後して望城県文化財保護単位と長沙市重点文物保護単位に入れられました。1996年、湖南省人民政府は曾国藩墓を湖南省重点文物保護単位に認定した。2002年、地元政府は曾国藩墓を修復する。2013年、中華人民共和国国務院は曾国藩墓を全国重点文物保護単位に認定した。

## 建築
墓地、墓台、墓囲、墓欄、墓冢、拜台、祭坪、石馬、石獅子、石亀、香炉、香案、御碑亭。